# Jared Jaffee
Jared Todd Jaffee (21 februari 1981) is een Amerikaans professioneel pokerspeler. Hij won onder meer het $3.500 No Limit Hold'em - Main Event van de World Poker Tour Jacksonville bestbet Fall Poker Scramble 2013 (goed voor een hoofdprijs van $252.749,-) en het $1.500 No Limit Hold'em - Mixed Max-toernooi van de World Series of Poker 2014 (goed voor $405.428,-).
Jaffee won tot en met juli 2014 meer dan $2.050.000,- in live pokertoernooien (cashgames niet meegerekend).

## Wapenfeiten
Jaffee begon met pokeren in 2000. Hij speelde zich voor het eerst in het prijzengeld op een professioneel evenement op een niet-hoofdtoernooi van EPT Deauville editie 2009. Datzelfde jaar had hij op de World Series of Poker 2009 zijn eerste WSOP-cash. Hij werd daar 42ste in het $1.500 Pot Limit Hold'em-toernooi. Jaffee's eerste geldprijs op een toernooi van de World Poker Tour verdiende hij door daarop direct zijn eerste finaletafel te bereiken. Door vierde te worden in het $9.700 + 300 No Limit Hold'em - Championship Event van het Southern Poker Championship 2010 won hij $135.079,-, tegelijk ook zijn eerste prijs met zes getallen.

## WSOP
| Jaar                       | Toernooi                           | Prijs      |
| -------------------------- | ---------------------------------- | ---------- |
| World Series of Poker 2014 | 1.500 No Limit Hold'em - Mixed Max | $405.428,- |